# Bahía Watt
La bahía Watt (67°2′S 144°0′E / -67.033, 144.000) es una bahía en la Antártida, que mide unos 30 km de ancho y que se encuentra en la costa entre Garnet Point y el cabo De la Motte. Fue descubierta por la Expedición Antártica Australiana (1911–1914) al mando de Douglas Mawson, quien la nombró en honor a W.A. Watt, gobernador de Victoria en 1911.